# Vlajka Oklahomy

Oklahomská vlajka
Poměr stran: ?

Vlajka Oklahomy, jednoho z federálních států USA, je tvořena modrým listem, v jehož středu je tradiční štít kmene Osage z bizoní kůže se sedmi orlími pery. Pod štítem je velkým bílým písmem uveden název státu – OKLAHOMA.
Modrá barva listu představuje oblohu. Na štítu kmene Osage jsou umístěny dva symboly míru: dýmka míru (calumet) reprezentující domorodé Američany a olivová ratolest reprezentující Američany evropského původu. Na štítu je rozmístěno šest zlatohnědých křížků, symbolů domorodých Američanů pro hvězdy. Modré pole reprezentuje první oficiální vlajku, kterou používali bojovníci kmene Chotctaw během Americké občanské války.

## Pozdrav
Současný pozdrav oklahomské vlajce byl přijat v roce 1982.
| „ | I salute the flag of the state of Oklahoma: Its symbols of peace unite all people. | “ |

| „ | Zdravím vlajku státu Oklahoma: Jsou to symboly míru sjednocující všechny lidi. | “ |

## Historie
První oklahomská vlajka byla přijata v roce 1911. Měla červený list s bílou, modře lemovanou pěticípou hvězdou, v níž byla umístěna modrá číslovka 46, symbolizující Oklahomu jako 46. stát, který se připojil k Unii. Jelikož červená barva a velká hvězda připomínaly symboly komunismu, byla tato vlajka nahrazena 2. dubna 1925 současnou vlajkou, v té době ovšem ještě bez názvu státu. Ten byl přidán až roku 1941.
V roce 1988 byly specifikovány barvy (schváleno a přijato Sněmovnou reprezentantů a Senátem 14. června 1988).
Nejnovější varianta vlajky byla přijata dne 23. května 2006.

Oklahomská vlajka (1911–1925) Poměr stran: 2:3
Oklahomská vlajka (1925–1941) Poměr stran: 2:3
Oklahomská vlajka (1941–1988) Poměr stran: 2:3
Oklahomská vlajka (1988–2006) Poměr stran: 2:3

## Vlajka oklahomského guvernéra

Vlajka oklahomského guvernéra Poměr stran: 11:16